# Estevanico
Estevanico  — à l'origine « Mustapha Azemmouri » (litt. habitant d'Azemmour), aussi « Esteban », « Esteban le Maure », « Estevan », « Estebanico », « Stéphane le Maure » ou encore « Stéphane le Petit » (en tamazight : ⵎⵙⵟⴰⴼⴰ ⵣⵎⵎⵓⵔⵉ) — (1500-1539) est un explorateur et interprète espagnol d'origine marocaine, natif d'Azemmour au Maroc. 
Il est mentionné dans de nombreux journaux de bord d’expéditions d'exploration du Sud-Ouest américain au XVIe siècle comme un serviteur de l'explorateur espagnol Álvar Núñez Cabeza de Vaca.

## Biographie
En 1522, Mustapha Azemmouri, qui deviendra Estevanico est vendu comme esclave aux Portugais, qui occupent la ville d'Azemmour. Cet homme est considéré comme étant le premier Marocain mais également le premier Africain à avoir mis pied, en 1528, sur ce que sont désormais les États-Unis d’Amérique,.

## L'expédition Narváez

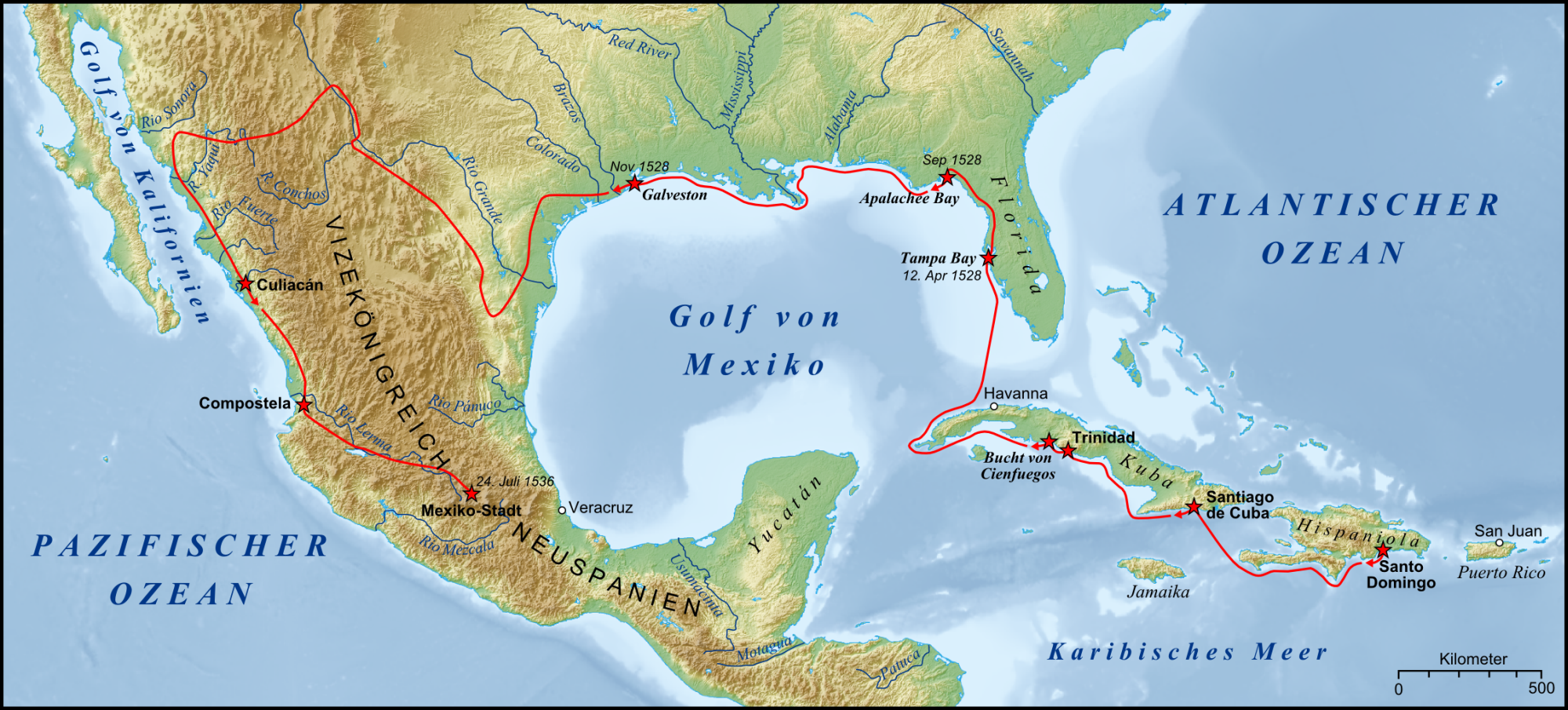
Carte de l'expédition Narváez.

Estevanico voyage avec Dorantes à Hispaniola et Cuba, dans l'expédition malheureuse de Pánfilo de Narváez en 1527 afin de conquérir la Floride. Il pose pied sur ce qui est maintenant les États-Unis d'Amérique. Les membres de l'expédition périssent tous, soit noyés, soit affamés, soit tués par les indigènes sauf Estevanico, Álvar Núñez Cabeza de Vaca (trésorier et commandant en second), Andrés Dorantes de Carranza, et Alonso del Castillo Maldonado. Les quatre rescapés passent de nombreuses années avec les Amérindiens avant de parvenir à rejoindre leurs compatriotes dans la région de Sinaloa, en Nouvelle-Espagne, en traversant le désert de Sonora. Le récit de cette aventure est relaté dans le livre de Álvar Núñez Cabeza de Vaca : Naufrages.
En 1539, Estevanico est désigné par le vice-roi de Mexico Mendoza pour accompagner Fray Marcos de Niza en tant que guide à la recherche des fabuleuses cités d'or. Cependant, les autres contractent une maladie et Estevanico est le seul à continuer, frayant le chemin de ce qui est maintenant le Nouveau-Mexique et l'Arizona. Il est tué par les Zuñi d'Háwikuh, qui se méfient de lui, notamment à cause de sa gourde qui était garnie de plumes de chouette, oiseau symbolisant la mort pour les Zuñi.

## Évocations
Il est dit qu'Estevanico était un polyglotte remarquable et qu'il était capable d'apprendre en quelques semaines une des multiples langues des Amérindiens. Il est également dit qu'Estevanico était considéré comme une divinité par les tribus amérindiennes en raison de son grand savoir en ce qui concerne les herbes et les remèdes.
La légende de Mustapha Zemmouri a inspiré un roman de Hamza Ben Driss Ottmani intitulé Le Fils du Soleil (2006).
En 2015, la romancière marocaine Laila Lalami est finaliste du prix Pulitzer pour The Moor's Account (en), un roman de fiction sur Estevanico, le premier explorateur de l'Amérique du nord et l'un des quatre survivants de l'expédition Narváez en 1527.

## Postérité
Les descendants de Mustapha Azemmouri, également connu sous le nom d’Estebanico, résident depuis des siècles dans la médina de Rabat[réf. souhaitée]. 